# Le Rétour au Pays
Le Rétour au Pays: Prière avant le départ - Tableau Maritime is een compositie voor harmonie of fanfare van de Belgische componist Paul Gilson.